# Sphallonycha irundisa
Sphallonycha irundisa är en skalbaggsart som beskrevs av Maria Helena M. Galileo och Martins 2001. Sphallonycha irundisa ingår i släktet Sphallonycha och familjen långhorningar. Inga underarter finns listade i Catalogue of Life.